# Милан Васојевић
Милан Цига Васојевић (Београд, 27. децембар 1932 — Београд, 24. децембар 1996) био је југословенски и српски кошаркашки тренер. Водио је женску репрезентацију Југославије током највећег успеха женске кошарке у држави.
Кошаркашки савез Србије је у његову част именовао државни куп за жене у кошарци.

## Каријера
Тренерску каријеру започео је 1965. године, када је постао тренер ЖКК Црвена звезда, на чијој клупи је био до наредне године. Од 1976. био је тренер БКК Раднички, који је наредне године стигао до финала Купа Рајмунда Сапорте, где је поражен од КК Канту резултатом 86 : 87.
Долазак Васојевића на место главног тренера женске репрезентације Југославије 1980. године био је готово револуционарни потез. Уследила су највећа достигнућа женске југословенске кошарке. На свом дебију, на Европском првенству 1980. године у Бањалуци, Васојевић је са репрезентацијом освојио бронзану медаљу, а само месец дана касније исти успех постигнут је на Летњим олимпијским играма одржаним у Москви.
Смена генерација у женској кошаркашкој репрезентацији догодила се под Васојевићем, понудио је прилику млађим кошаркашицама као што су Анђелија Арбутина, Данира Накић, Разија Мујановић, Јелица Комненовић, Бојана Милошевић, Слађана Голић и Оливера Кривокапић.
На Летњој универзијади 1987. године одржаној у Загребу, репрезентација Југославије освојила је златну медаљу, једину икада на старијим међународним такмичењима за жене у кошарци. Исте године, на Европском првенству у Кадизу, Југославија је освојила сребрну медаљу у тешкој финалној утакмици против репрезентације СССР, а утакмица је завршена резултатом 83 : 73. На Летњим олимпијским играма 1988. године Југославија је освојила сребрну медаљу.
Васојевић је био први директор кошаркашког клуба Хемофарм из Вршца, а на ту функцију ступио је 1995. године, након што је завршио тренерску каријеру.
Постхумно је номинован за пријем у ФИБА Кућу славних у класи 2022, званична церемонија пријема је заказана за 30. новембар 2022. године.